# ديفيد ويليس
ديفيد ويليس (بالإنجليزية: David Willis)‏ (1 يوليو 1881 في المملكة المتحدة - 26 مايو 1949) هو لاعب كرة قدم بريطاني (وحمل سابقاً جنسية المملكة المتحدة لبريطانيا العظمى وأيرلندا) في مركز نصف الجناح. لعب مع نادي ريدنغ ونادي سندرلاند ونيوكاسل يونايتد.